# Ben Zyskowicz

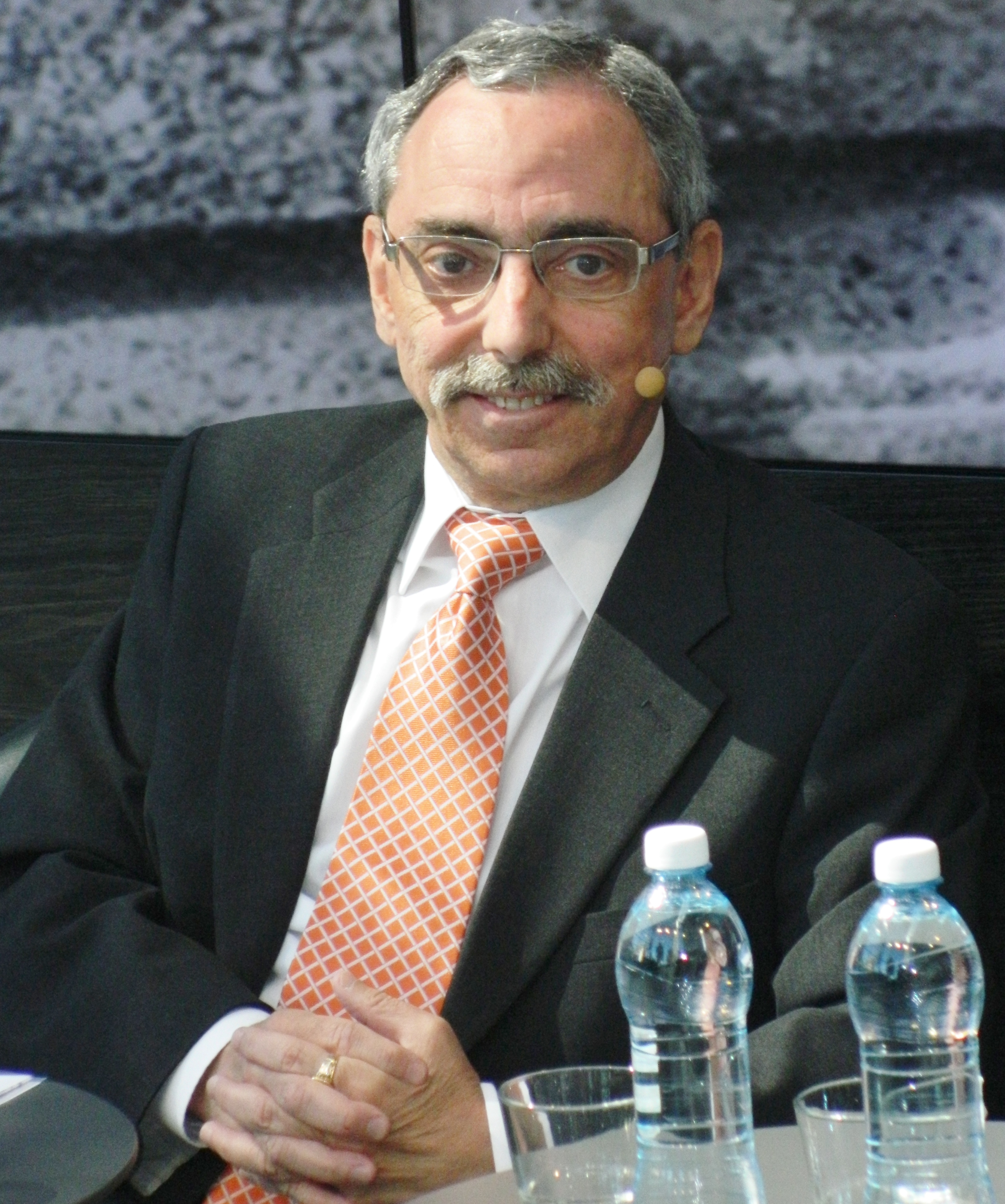
Ben Zyskowicz (2017)

Ben Berl Zyskowicz (in der Sprechsprache manchmal Zysse oder Benkku) (geboren in 1954) ist ein finnischer Politiker (Nationale Sammlungspartei) jüdischer Abstammung. Er ist seit 1979 Mitglied des Parlaments. Er ist nun das dienstälteste Mitglied im Parlament von Finnland.

## Leben
Sein Vater (Abram Zyskowicz) war polnischer Jude, und seine Mutter (Ester Fridman) eine finnische Jüdin.
Zyskowics ist mehrsprachig aufgewachsen. Die Familiensprache der Eltern war Jiddisch und der Vater hatte nie Finnisch, aber Schwedisch, gelernt. Der Vater Abram Zyskowicz starb 1960. Und mit der Einschulung wurde Finnisch die erste Sprache von Zyskowicz.
Zyskowics hat zwei Kinder und lebt in Helsinki, er ist Finnlands dienstältester Parlamentsabgeordneter. Von 1993 bis 2006 leitete Ben Zyskowicz die Fraktion seiner Partei. Er hat auch in der Kommunalpolitik Helsinkis gearbeitet. Im April 2011 wurde er zum Parlamentspräsidenten gewählt, bis Eero Heinäluoma im Juni sein Nachfolger wurde.
In den 90er Jahren spielte Zyskowicz in der Filmkomödie Uuno Turhapuro Suomen Tasavallan Herra Presidentti (Regie: Ere Kokkonen, 1992) und einigen anderen Filmen mit. 2021 trat er als Politiker in der dokumentarischen Fernsehserie Politiikka-Suomi (Regie Antti Leino) auf.